# Chudíř
Chudíř (en allemand : Chudirsch) est une commune du district de Mladá Boleslav, dans la région de Bohême-Centrale, en République tchèque. Sa population s'élevait à 203 habitants en 2020.

## Géographie
Chudíř se trouve à 14 km au nord de Nymburk, à 14 km au sud-sud-est de Mladá Boleslav et à 49 km au nord-est de Prague.
La commune est limitée par Charvatce au nord, par Jabkenice à l'est, par Loučeň au sud et par Smilovice à l'ouest.

## Histoire
La première mention écrite de la localité date de 1318.